# Liste der Naturdenkmäler in Löhne
Die Liste der Naturdenkmäler in Löhne führt die Naturdenkmäler der Stadt Löhne auf.

## Außenbereich
| Nr.    | Bezeichnung                                                                                                   | Lage                                      | Bemerkungen    | Bild |
| ------ | --- | ----------------------------------------- | -------------- | ---- |
| 3.1.7  | 2 Linden am Gehöft an der Straße Voßsiek                                                                      | Obernbeck 52° 12′ 9″ N, 8° 40′ 53″ O      |                |      |
| 3.1.12 | Ulenburger Allee / nördlicher Abschnitt                                                                       | Ulenburg 52° 13′ 16″ N, 8° 41′ 18″ O      |                |      |
| 3.1.13 | Kastanienreihe westlich Haus Beck                                                                             | Mennighüffen 52° 12′ 53″ N, 8° 42′ 27″ O  |                |      |
| 3.1.14 | 1 Eiche an Hofeinfahrt an der Straße Am Spieker                                                               | Mennighüffen 52° 13′ 7″ N, 8° 42′ 26″ O   |                |      |
| 3.1.15 | 1 Linde vor Haus Gohfeld sowie 2 Pyramideneichen, 1 Zuckerahorn und 1 Tulpenbaum im Park hinter dem Haupthaus | Ostscheid 52° 12′ 34″ N, 8° 44′ 54″ O     |                |      |
| 3.1.16 | 1 freistehende Eiche westlich Obernbeck                                                                       | Obernbeck 52° 11′ 57″ N, 8° 41′ 39″ O     |                |      |
| 3.1.17 | 1 Eiche auf Wegböschung                                                                                       | Gohfeld 52° 11′ 41″ N, 8° 46′ 33″ O       |                |      |
| 3.1.18 | 1 freistehende Eiche östlich von Gohfeld                                                                      | Gohfeld 52° 11′ 18″ N, 8° 46′ 25″ O       | ca. 200 J. alt |      |
| 3.1.19 | 1 Eiche im Garten eines Hauses an der Loher Straße                                                            | Neuenhagen 52° 10′ 36″ N, 8° 46′ 23″ O    |                |      |
| 3.1.20 | 1 vierstämmige Linde am Karbökenweg                                                                           | Wittel 52° 10′ 14″ N, 8° 45′ 22″ O        | ca. 75 J. alt  |      |
| 3.1.21 | 1 Buche am Gemeindehaus an der L 860                                                                          | Wittel 52° 10′ 22″ N, 8° 44′ 46″ O        |                |      |
| 3.1.22 | 1 Eiche in Brachfläche östlich des Hauses Bergkirchener Straße 77                                             | Besebruch 52° 13′ 20″ N, 8° 43′ 27″ O     |                |      |
| 3.1.23 | Ulenburger Allee - 12 Einzelbäume im südlichen Abschnitt                                                      | Ulenburg 52° 12′ 51″ N, 8° 41′ 52″ O      |                |      |
| 3.1.24 | 10 Linden auf der südlichen Seite der Ulenburger Buchenallee                                                  | Ulenburg 52° 13′ 29″ N, 8° 41′ 13″ O      |                |      |
| 3.1.25 | 3 Eichen auf einer Böschung südlich der Häger Straße                                                          | Bischofshagen 52° 10′ 52″ N, 8° 43′ 14″ O |                |      |
| 3.1.26 | Lindenallee an der Bischofshagener Straße                                                                     | Bischofshagen 52° 10′ 7″ N, 8° 42′ 39″ O  |                |      |
| 3.1.27 | Teiche mit Sumpfflächen und Weidengebüschen an der Knickstraße                                                | Wittel 52° 9′ 50″ N, 8° 45′ 21″ O         |                |      |
| 3.1.28 | Teich östlich Haus Gohfeld                                                                                    | Ostscheid 52° 12′ 35″ N, 8° 45′ 0″ O      |                |      |
| 3.1.29 | Teich am Sportplatz Bischofshagen                                                                             | Bischofshagen 52° 10′ 36″ N, 8° 43′ 11″ O |                |      |

## Innenbereich
| Nr.      | Bezeichnung                                                    | Lage                                    | Bemerkungen       | Bild |
| -------- | -------------------------------------------------------------- | --------------------------------------- | ----------------- | ---- |
| Lö 2     | Linde (Tilia spec)                                             | Geisebrink 72                           |                   |      |
| Lö 3     | Rotbuche (Fagus sylvatica)                                     | Dürerweg 15                             |                   |      |
| Lö 4–8   | 5 Rotbuchen (Fagus sylvatica)                                  | Dürerweg 5                              |                   |      |
| Lö 9     | Hainbuche (Carpinus betulus)                                   | An der Kronprinzenbrücke                |                   |      |
| Lö 11-13 | 2 Rotbuchen (Fagus sylvatica) und 1 Stieleiche (Quercus robur) | Am Mühlenbach                           |                   |      |
| Lö 16    | Platane (Platanus x acerifolia)                                | Auf der Bülte (Friedhof)                |                   |      |
| Lö 17    | Linde (Tilia spec)                                             | Im Büschen 3 52° 12′ 52″ N, 8° 43′ 1″ O |                   |      |
| Lö 18–19 | 2 Stieleichen (Quercus robur)                                  | Langenfohrn 39                          |                   |      |
| Lö 20    | Stieleiche (Quercus robur)                                     | Dorfstraße 14                           |                   |      |
| Lö 21    | Winterlinde (Tilia cordata)                                    | Vogelstraße                             |                   |      |
| Lö 22    | Stieleiche (Quercus robur)                                     | Koblenzer Str./Baxwittel                |                   |      |
| Lö 23–25 | 3 Stieleichen (Quercus robur)                                  | Sportplatz Gohfeld                      |                   |      |
| Lö 27    | Stieleiche (Quercus robur)                                     | Mühlenstraße                            |                   |      |
| Lö 29    | Linde (Tilia spec)                                             | Friedhof Gohfeld                        |                   |      |
| Lö 30    | Linde (Tilia spec)                                             | Lindenhof                               |                   |      |
| Lö 31–33 | 3 Stieleiche (Quercus robur)                                   | Flagenstraße                            |                   |      |
| Lö 34    | Lebensbaum (Thuja plicata)                                     | Friedhof Gohfeld                        |                   |      |
| Lö 35    | Winterlinde (Tilia cordata)                                    | Im Büschen 7 52° 12′ 55″ N, 8° 43′ 4″ O |                   |      |
| Lö 36–37 | 2 Winterlinden (Tilia cordata)                                 | Mühlenstraße 2                          | ca. 260 Jahre alt |      |
| Lö 38–39 | 2 Winterlinden (Tilia cordata)                                 | Obernfeld 58                            |                   |      |
| Lö 40    | Amerikanische Roteiche (Quercus rubra)                         | Königstraße 98                          |                   |      |
| Lö 41    | Bergahorn (Acer campestre)                                     | Poppensiek 5                            |                   |      |